# كولة الصيادي
تقع قرية كولة الصيادي في اليمن محافظة الضالع تبعد عن مدينة دمت 13كم وعن مدينة النادرة 15كم، ويمر وادي بناء الشهير بجوارها، الذي يعتمد معظم الناس عليه في الزراعة وري أشجار القات، ويوجد فيها مدرسة جيل الثورة مديرها خالد مهدي كما يوجد فيها معالم أثرية قديمة لا تزال قائمة حتى الآن، وتضم قرية كولة الصيادي مجموعة من القرى الصغيرة التابعة لها مثل القرعا و نواع والكولة العليا ويسكن فيها جميعاً آل الصيادي الذي يمثلون الأغلبية ولذلك سميت القرية باسمهم، وكذلك وعائلة الجماعي والمنتصر والشوكي والعبسي وجحيش، أجوائها في معظم أيام السنة جفافة لكنها ممطرة خريفا، ويوجد في القرية نخبة من الرجال والوجهاء والاعيان
```
مثل الشيخ محمد حميد عبد الغني الصيادي، ويعتبر شيخ مشائخ قبيله آل الصيادي و القائد العسكري الشهير العقيد حميد أحمد الصيادي والعقيد صالح منصر وكذلك خالدعبدالله مسعد الجماعي، وهشام عبد الفتاح الصيادي، والعميد أحمد بن أحمد فاضل الصيادي مدير الاستخبارات بالحرس الجمهوري سابقا... وغيرهم من الحكماء والمثقفين وأهل الحل والعقد.
```